# 야마자키 타카코
야마자키 타카코(일본어: やまざき貴子 야마자키 다카코[*])는 일본의 만화가이다. 일본 홋카이도 베츠카이쵸(別海町) 출신으로 애칭은 야마라키(やまらき).
1985년 하쿠센샤(白泉社, 백천사) 주최 제10회 아테나신인대상 신인상을 수상, 1986년 하쿠센샤에서 발행하는 《라라 디럭스》에 <인섹터☆신드롬(インセクター☆シンドローム)>으로 데뷔했으며 1987년 제12회 아테나신인대상 데뷔우수자상을 수상했다.
대표작에 <마리 블랑슈의 유언(マリー・ブランシュに伝えて)>, <ZERO>, <보이!(っポイ!)> 등이 있다. 2011년 현재 《월간플라워》에 <LEGAの13>을 연재중이다.